# Льодовий палац Каннин
Льодовий палац Каннин — льодова арена, яка була побудована в 2016 році в м. Каннин, для Корейської Зимової Олімпіади 2018 року. Тут пройдуть змагання з двох видів спорту: фігурне катання та шорт-трек. Арена названа на честь озера Кенпхо. Відкриття пройшло 14 грудня 2016 року; перші змагання пройшли в січні 2017 року.

## Змагання
- Перші тестові змагання з фігурного катання (Чемпіонат Південної Кореї з фігурного катання 2017) — січень 2017 року.
- Тестові змагання з фігурного катання (Чемпіонат чотирьох континентів з фігурного катання 2017) — 14-19 лютого 2017 року.
- Тестові змагання з шорт-треку — квітень 2017 року.
- Фігурне катання на зимових Олімпійських іграх 2018 — 8-24 лютого 2018 року.
- Шорт-трек на зимових Олімпійських іграх 2018 — 11-23 лютого 2018 року.

## Постолімпійське використання
Після закінчення Ігор арена буде національним тренувальним центром НОК РК.